# Стара Самар
Самар (заст. укр. Самарь), пізніше відоме як Стара Самарь — давнє козацьке місто на невисокому пагорбі правого берегу річки Самара при впадінні у неї її правої притоки Кільчень й протоки-гирла Кільчені — Кримки. Місто знаходилося на півострові північніше сучасного району міста Дніпро — Шевченко у складі Самарського району міста Дніпро. Богородицьку фортецю, що зведена 1688 року у Самарі вважають дивом українського фортифікаційного мистецтва — з висоти пташиного польоту вона нагадує черепаху.
Козаками, вихідцями з Самарі (російська назва Богородицьк), заселені міста Нова Самар (Новоселиця, сучасна Самар) та прямі висілки Богородицька — Богородичанські Хутори (сучасне Підгородне).

## Назва

### Етимологія
Назва Самар є неслов'янського походження. Топонім Самар(а) був розповсюджений на степових просторах від Дністра до Уралу, де кочували тюркські народи та їхні попередники.
Місто називалося Самар, до появи нового міста вище за течією річки Самара — Нова Самар. Нова Самар утворилася біля козацького Самарсько-Миколаївського-Пустинного монастиря на місці слободи Самарчик й згодом була перейменована росіянами на Новомосковськ, в зв'язку з перенесенням до Нової Самари покинутого повітового міста Новомосковськ, що до 1784 р. мало назву Катеринослав.
Слова з коренем «сам (шам, семар, шамсин, ша-мо)» у арабів, єгиптян, угорців, китайців означають пустелю, жаркий вітер, посушливий.
За версією казахського вченого Чокана Валіханова назву Самар слід пов'язувати з сином Ноя Симом (Самом). За його дослідженням Сам закінчив своє життя в Поволжі. Давнє согдійське місто Самарканд було засноване царем на ім'я Шамар (Самар). В Ізраїлі існувала столиця Ізраїльського царства — місто Самарія. У Межиріччі, на березі Тигру існувала столиця Абасидської держави — місто Самарра, яке існує і понині. В арабів «раа» восходить до слова «місто». Також кінцівку «ра» пов'язують з давньою назвою Волги у єгиптян і греків — Ра.

### Назва російської доби
1688 року тут було засновано першу московську колонію на Запорожжі — Богородицьку фортецю з посадом (пізніше місце також мало назву Новобогородицьк), мешканці Самари значною мірою вимушені були покинути місто. Після відновлення у 1736 році укріплення дістало назву «Самарський ретраншемент», який існував до 1783 р.
Джерел щодо Самари та Богородицької фортеці XVII сторіччя вкрай мало. Проте повідомленнях першої половини XVIII сторіччя одне і те ж місце називалося: Богородицька фортеця, Новобогородицька фортеця, Богородичне, Богородичани, Покровське (за церквою у місті); Самарський ретраншемент, Старосамарський ретраншемент, Богородичанський ретраншемент, та іноді (помилково) Усть-Самарський ретраншемент.
У XIX ст. дослідник краю Феодосій Макаревський називав місто «Старою Самарою».

### Збереження назви
Назва Самарі успадкована Самарівкою, після виїзду німців до Північної Америки, а також Самарським районом міста Дніпро, до якого належить земля давньої Самарі.

## Дослідження
Важливим джерелом, щодо історії будівництва Іваном Мазепою у Самарі Богородицької фортеці є Літописі Самійла Величко, що служив у Гетьманській канцелярії.
На прикінці 19 сторіччя 14-й Катеринославський єпископ Феодосій Макаревський (1822—1885) вказав розташування Старої Самари в 6 верстах від гирла річки Самари:
```
"...Містечко Стара Самара, за течією річки Самари, на правій стороні її, нижче Самарськаго монастиря і нинішнього Новомосковська, недалеко, в 6 верстах від впадіння Самари в Дніпро,— одне з самих давніх запорозьких поселень. Це — відоме та славне старовинне запорозьке місто Самара..."
[
5
]
```

Іншими дослідниками були Микола Костомаров у 19 сторіччі й на початку 20 сторіччя був історик Дмитро Яворницький.

### Складнощі з локалізацією
Дорадянська й радянська наука мала складноші з визначенням місця Самарі та розділяла роззташування Богородицької і Новобогородицької фортець. Богородицьку фортецю пов’язували з початком міста Новомосковська, а Новобогородицьку фортецю в різних довідниках вказувалися на території селища Шевченко Дніпра. Також й місто Самар, у якому була зведена Богородицька фортеця до 2000 року отожнювали з її новим місцем — Самарчуком, Новоселицею, Новою Самар'ю — що тепер є місто Новомосковськ.
Проте 2000 року дніпровські краєзнавці В. В. Бінкевич і В. Ф. Камеко випустили нарис «Городок старовинний запорізький Самарь з перевозом», в якій встановили розтащування Богородицької (Новобогородицької) фортеці й міста Самарь на підставі зіставлення документів і картографічних матеріалів на правому березі р. Самари на околиці міста Дніпра.

### Археологічні дослідження
Після набуття Новобогородською фортецею статусу історичної пам'ятки національного значення на території Старої Самарі почалися археологічні дослідження. З 2001 року Лабораторія археології Подніпров'я Дніпропетровського унівеситету протягом 2-х польових сезонів провела розвідувальні роботи на площі, що перевищує 20 га, що підтвердили присутність залишків укріплень Богородицької фортеці, та виявлено знахідки набагато більш раннього часу.
На 1,5 тисячах квадратних метрів виявлено понад 10 тисяч артефактів. Усього виявлено понад 20 тисяч артефактів.
У 2005 році виявлено й у 2016 році продовжено Дніпровською археологічною експедицією НАНУ під керівництвом Дмитра Тесленка дослідження першого культурного шару — поселення черняхівської культури 3 сторіччя після Р. Х.. В археологів є припущення про існування тут поселення бронзової доби 3 тисячоліття до Р. Х.. Тут існував металургійний центр черняхівської культури, що ототожнюється з Готською державою.
Від Богородицької фортеці залишилося лише 2/3 внаслідок перебудови 18 сторіччя. Її залишки займають площу майже 70 гектарів.

## Стародавнина (до 500 року)
Дата поселення заснування невідома. У Самарі виявлено поселення і металургійний центр черняхівської культури 3 сторіччя, що ототожнюється з Готською державою.

## Середньовіччя (500—1500 роки)

### Місто уличів, бродників і половців
За княжої доби, при впадінні Самари у Дніпро на острові Ігрень існувало місто Пересічень, столиця уличів, які за навали кочовиків залишили місто й осіли вище по річці Самара, влаштувавши там новий перевіз. Місто Самар було типовим поселенням бродників, змішаного слов'янсько-тюркського населення надозівських степів.
Самар була торговим центром, митним містом біля перевозу через річку Самара, де перехрещувалися торгові шляхи з лівобережної України на Крим і схід. Найстаріші речі, що були знайдені археологами на городищі — монети Золотої Орди кінця 14 сторіччя.
У 15 сторіччі Самарь було важливим торговим містом на шляху з половецько-сіврюцького Глинського князівства, що мало автономії у Великому князівстві Литовському, й Кримським ханством. Глинське князівство було засноване Мансуром Киятовичем Мамаєм, — сином кримського темника Мамая, що втік з Криму після смерті батька у 1381 році.

## Нововіччя (1500—1914 рік)

### Козацька Самарь за Польщі
Найстаріші козацькі речі знайдені в Самарі — козацькі товарні пломби з найранішою датою 1524 року.
У документах містечко Самар вперше згадується у грамоті польського короля Стефана Баторія від 1576 року. Вона була центром Самарської паланки Війська Запорозького.
У 1576 році у 26 верстах вище міста, на великому острові, між річками Самара і її рукавом річкою Самарчик була використана «дубова товща» (віковий ліс) для будівництва першої козацької церкви чудотворця Миколая (ієромонаха Київського монастиря). 1602 року самарчукова церква стала центром Самарсько-Миколаївського-Пустинного монастирю.

### Богородицька фортеця (рентраншмент)

Богородицька фортеця (унизу за річкою Кримка) на місці Самарі

Будівництво Богородицької фортеці було викликане необхідністю зміцнити тилову базу московсько-козацьких військ у їх боротьбі проти Кримського ханства під час московсько-турецької війни, що тривала у 1686—1700 роках, а водночас посилити контроль уряду над Запорозькою Січчю.
1688 року, за наказом російських царів Івана Олексійовича та Петра Олексійовича і правительки Софії Олексіївни в Самарі була заснована Богородицька фортеця для московського гарнізону. Територія московської фортеці була більшою за козацьку фортецю міста Самар й склала 250×300 м.
12 (22) липня 1687 р. заклали фортецю і тут було поставлено московський гарнізон.
У літописі Самійла Величко докладно йдеться про план московських царів побудувати над Самарою місто для утримання в ньому зброї, продовольства, фуражу та інших, необхідних для організації походу в Крим припасів. З цією метою гетьману Іванові Мазепі від імені царів була надіслана грамота з розпорядженням ранньою весною 1688 виступити в похід для спорудження фортеці на запорозьких землях біля старовинного козацького містечка Самар. Похід козацьких полків з Гетьманщини до Самарі розпочався після появі достатньої кількості трави для випасу коней і волів. У Самарь також рушив з невеликим військом московський воєвода Леонтій Неплюєв. Раніше, у 1686 році, він відзначився каральним походом проти гетьмана Правобережної України Юрія Хмельницького; і в 1687 році — участю в Кримському поході московського війська на чолі з Василем Голіциним, де керував Севським полком.

Микола Костомаров у творі «Мазепа» пише:
З ранньої весни 1688 взялися за побудову містечок згідно статті договору, затвердженого на виборчій раді. Найважливіший з цих містечок на березі Самари розпочато було у березні, а закінчено до серпня того ж року. ...царський уряд планував здійснити будівництво руками українського поспільства (селян і міщан) ближніх полків Гетьманщини, але гетьман І. Мазепа врахував, що не можна селян і міщан відривати від літніх польових робіт, а тому набрав козаків з шести полків. Роботою зайнято було до двадцяти тисяч рук. Містечко це було розташоване на російській стороні річки Самари вище Вільного Броду і нижче іншого броду, званого Піщаного.
Роботи, під наглядом присланого з Москви інженер-полковника голландця («немчин») Вільяма фон Залена (або — Вілім фон Зелен, фон Заліна), почали в березні й завершили в перших числах серпня 1688 року. Безпосереднім керівником будувництва був гетьман Іван Мазепа, і як вважається, воєвода Леонтій Неплюєв і Григорій Косагов.
Комендантом Богородицької фортеці було призначено Григорія Косагова.

#### Устрій Богородицької фортеці
Фортецю звели з землі й дерева, вирили глибокий і широкий рів (6 х 3 м), насипали вал у 4 метри вистою, поставили частокіл з 17 гарматними розкатами (позиціями гармат). Усередині фортеці споруджена дерев'яна церква Покрова пресвятої Богородиці, закладена 23 квітня 1688 року, ім'ям якої була названа фортеця. Гарнізон по штату мав налічувати 4491 рейтаря, копійщиків і солдатів, проте початково налічувало 4014 військових, без врхування різноманітних чиновників. Периметр фортеці становив майже 1300 м, а площа понад 10 гектарів.

#### Устрій посаду
Навколо фортеці облаштували й зміцнили валом і ровом посад периметром 3500 м (відповідно площею не менше 76,5 га), навели мости з надовбами і дерев'яними палями. У вересні 1688 року у посаді поселили 1000 родин з різних полків Гетьманщини. Таким чином, разом з вихідцями з Московського царства, чисельність населення фортеці і посаду становила близько 8 тисяч осіб.

#### Переселення самарців
Зі спорудженням у Самарі московської фортеці сталося переселення корінних мешканців, передусім козацької старшини та заможних містян давньої Самарі з міста на сусідні землі. Феодосій Макаревський говорить про утворення колишніми самарцями запорозьких козацьких слобід: Богородичанських Хуторів (тепер місто Підгородне), Спаського, ймовірно Новоселиці (тепер Новомосковськ) та інших.

#### База у війнах з Кримом
У Кримському поході 1689 року під час московсько-турецької війни 1686—1700 років Богородицька фортеця відіграла важливу роль.
Богородицька фортеця, як важлива військова база, ретельно охоронялася. При загрозі нападу кримського хана Селім I Гірея взимку 1690 року на Україну, гетьман Іван Мазепа зібрав свої полки, спустився з ними до містечка Говтви, а окремий корпус відправив для захисту фортеці.

#### Чума 1690 року
У квітні 1690 року у фортеці, а також у Посамар'ї спалахнула чума, що тривала усе літо. Теж саме трапилося й у сусідній Новосергіївській фортеці, де, внаслідок хвороби, вимерли всі мешканці. У Богородицьку від пошесті вимерла лише переважна більшість мешканців, решта розбігласся по околицях. Помер також окольничий і воєвода Олексій Іванович Ржевський (біля 1638 — 13 травня 1690).
Гетьман Іван Мазепа наказав для охорони фортеці і царської скарбниці відрядити до неї 1000 козаків Полтавського полку і на зміну їм 1000 козаків Миргородського полку. Проте козаки цих полків відмовилися йти на вірну смерть, де буяє пошесть. Тоді Мазепа наказав послати за Оріль у фортецю самого полтавського полковника Федіра Жученка. Той незабаром доповів, що половина Богородицої фортеці згорола. Археологічними розкопками засвідчено спалені хати разом з усіма родинами, включно з жінками й дітьми. Іван Мазепа наказав охороняти місце від остаточного розорення ворогом, а самим козакам було заборонено під страхом страти брати собі речі, гроші або зброю померлих від хвороби.
У 1691 року фортецю після пожежі мінімально відновили.

#### Повстання Петрика 1691 року
31 липня 1992 року фортецю намагалися оволодіти повсталі козаки Петрика (Петра Іваненка) та 500 татар. Козаки і татари підійшли до «нижнього міста», встигли підпалити дві вежі і кілька дворів, забрали сотню овець і кілька вуликів, але в цей час їх обстріляв з гармат гарнізон фортеці і, союзники відступили.
Петрик нетривало контролював фортецю певний час у 1692-1693 роках. За боїв Богородицька фортеця була спустошена.

### Новобогородицька фортеця (1697—1711)
1697 року під час походу військ Івана Мазепи та князя Долгорукова на Кримське ханство за московсько-турецької війни 1686—1700 років було вирішено її відбудувати.
У 1698 році вона відбудована як Новобогородицька фортеця.
У 1695-1696 роках Московське царство вело боротьбу за Азов у Азовських походах, для здобуття виходу до Чорного моря. Археологічні знахідки вказують на суднобудування у Самарі.

#### Селітровий промисел Мазепи
До 1699 року Іван Мазепа поселив робітників, що налагодили виробництво селітри (одного з компонентів пороху) та, ймовірно, деревного вугілля. Селітровари і мешканці посаду розоряли запорозькі угіддя і пасіки, «обсаджували своїми хуторами річку Самару». 1701 року запорожці розігнали їх.

#### Ворожість до козаків
Московський комендант фортеці Петро Потьомкін не пропускав у Самарський монастир українського зодчого з Межигірського монастиря. Кіш Запорозької Січі писав протести московському цареві Петру I, безрезультатно вимагаючи ліквідувати Ново-Богородицьку фортецю.

#### Повстання Булавіна
У 1708 році біля фортеці точилися бої між запорожцями, учасниками повстання Кіндрата Булавіна та московським військом. Запорожці-булавинці безуспішно штурмували фортецю.

#### Боротьба Івана Мазепи за незалежність
Після звістки 1709 року про приєднання Мазепи і Запорожжя у війні з Московським царством на бік Шведської імперії, московський цар Петро I писав Олександру Меньшикову про необхідність охорони Богородицької фортеці: 
«Запорожці, а більше диявол кошовий, вже явні зрадники стали, і дуже небезпечно Богородицькова не для міста, але для артилерії і амуніції, якої там дуже багато, а людей мало; того заради потрібно один кінний полк… послати в неї».
Того ж 1709 року під час карального походу проти Війська Запорозького полковника Петра Яковлєва, Богородицьку фортецю стала фільтраційним табором, де зганяли полонених мешканців Нового і Старого Кодаків, що здалися без опору московському війську.

#### Московсько-турецька війна (1710—1713)
Під час московсько-турецької війни 1711 року кримський хан Девлет І Гірей обложив обидва самарських містечка. Новосергіївські мешканці здалися і видали хану московський гарнізон, а Богородицький гарнізон пручався, доки татари через брак паші не втратили більшу частину коней і доки не підійшли значні сили гетьмана Івана Скоропадського і генерал — майора Івана Бутурліна.
За Прутською угодою 1711 року і Константинопольським миром 1712 року московський цар Петро I зобов'язався зрити московські фортеці на Запорожжі, в тому числі і Богородицьку. Проте археологічні дослідження вказали, що життя тут не припинилося.

### Самарський ретраншемент (1735—1783)
1736 року, під час російсько-турецької війни 1735—1739 років укріплення було відновлене під назвою Самарський ретраншемент, що став частиною Української лінії. Фортецю було відновлено під керівництвом генерала графа Йоган-Бернгара Вейсбаха (помер 1735 року) у сучасному вигляді — земляні укріплення, що складаються з валів і ровів, з дерев'яним палісадом і артилерійськими батареями. Периметр фортеці збільшився до 1700 м. Після закінчення війни Самарський ретраншемент злився із Самарою (Старою Самарою).
За позавоєнного часу гарнізон істотно скоротився до стаціонарної артилерійської команди (84 чоловіки і 49 жінок), 2 рот польової команди і шпиталю.
1742 року ця територія тимчасово увійшла до складу Гетьманщини.
1764 року Молдавський гусарський полк було переведено з Києва до Самарі, південніше Дніпровського пікінерного полку й був перейменований на Самарський гусарський полк. Разом з Бахмутським гусарським і Луганським пікінерним полками він входив до складу Бахмутської провінції Новоросійської губернії. Після утворенням 1769 року Молдавського гусарського полку на межі Єлизаветградської провінції і Запорозької Січі, Самарський полк було скасовано.
Покровську церкву у містечку Старій Самарі згадує краєзнавець Феодосій Макаревський. Втім саме місто він вже називає «убогим і скромним», з кількістю дворів «чотири-десять».

#### Частина Першого Катеринослава

Новобогородицьк (Самарь) на півді Катеринослава-Кільченського.

1776 року, на наступний рік після скасування Запорозької Січі давня Самарь і Новобогородицька фортеця стали південним районом губернського міста Катеринослав з центром в 3—4 км північіше. 1777 року населення Старої Самари складало 1040 особи. У 1778—1784 роках місто Катеринослав було центром Азовської губернії з губернатором Григорієм Потьомкиним. Центр губернії був перенесений з центру Української лінії фортеці Білевськ. Окрім губернського міста Перший Катеринослав був центром Катеринославського повіту, земським комісаром якого з 1780 року був Олексій Рлександров, і наглядачами державнихпоселень з 1784 року були капітан Антін Андрійович Головатий (1733—1797), поручик Максим Данилович Глоба і підпоручик Іван Кирилович Кириллов.

#### Катеринославське Духовне правління
Самарь стала основою створення Першого Катеринослава. 1778 року до Катеринослав I перевели з Білєвської фортеці Самарське духовне правління переведене й перейменували на Катеринославського Духовного правління. Через відсутністю відповідної будівлі для розміщення у Першому Катеринославі, воно розташовувалося в Самарі, у Самарському ретраншементі, в будинку священика Гамалії". З 1778 правління очолював протопоп Олексій Дем'янович Хандалієв (нар. 1747), що раніше був протопопом з 24 вересня 1776 року до 1778 Самарського Духовного правління у Білевській фортеці. Намісником з 1778 року був ієрей Андрій Петрович Іванов (нар. 1726). 30 березня 1780 року намісником правління був ієрей Іоанн Іванович Горленський (нар. 1740) у Нефорощанському монастирі.

#### Частина Першого Новомосковська
1783 року за указом Катерини II всі фортеці у Новоросійській губернії скасовані. Того ж року Катерина II вирішила перенестиКатеринослав на високий пагорб на правобережжі Дніпра у Половицю, що було здійснено 1784 року, при закладання нею та австрійським імператором Йосипом II Спасо-Преображенського собору. Перший Катеринослав перейменовано на Новомосковськ — центр Новомосковського повіту. 1786 року Григорій Потьомкін (козацьке — Гриць Нечеса) рекомендував перенести повітове місто Новомосковськ у Новоселицю (перейменування Новоселиці на Новомосковськ сталося за царським указом лише 26 вересня 1794 року).
Повний звід законів Російської імперії зафіксував роздільне існування в 1787—1788 роках міста Новомосковська (82 душі казенних поселян) і містечка Новоселиці (3663 душі), що до 1775 року була центром Самарської паланки.

### Німецька колонія Йозефсталь
1789 року землі Першого Катеринослава — Новомосковська разом з давньою Самарью було передано німецьким колоністам: на правому березі Кільчені утворилася лютеранська колонія Йозефсталь (інші назви: Йосипівка, Довге) й за Кільченню — менонітський Кронсгартен, що увійшли до Йозефстальського колоністського округу.
До середини 1790-х років гарнізон Самарського ретраншементу було повністю виведено; населення залишилося 170 осіб, Покровська церква занепала.
Губернські й згодом повітові й судові будинки було перенесено в Новоселицю (з 1794 — Новомосковську), інші будинки — до правобережного Катеринослава (до 1784 — Половиця), інші були розпродані:
- Католицький костел колишнього Першого Катеринослава була розібрана й відбудована до 15 січня 1791 року у Половиці-Катеринославі (на Успенській площі) замість згорілої козацької Петропавлівської, як церква Казанської Божої Матері;
- Покровська церква колишнього Новобогородицька було розібрано й перенесено 21 грудня 1798 року на протилежну сторону Самари в Одинківку.[3]

Місто Самарь і Самарська фортеця припинили своє існування.

### Скотарське використання
Понад 200 років колишня міська земля розорювалася й оброблялася німцями-лютеранами, служила скотофермою наприкінці 19 сторіччя, перекопувалася городниками з сусіднього селища Шевченко.

## Сучасність
2001 року постановою Кабміну України «Новобогородицька фортеця» визнана пам'яткою історії національного значення. Того ж року на території Старої Самарі почалися археологічні дослідження.
З появою у місті з 2014 року національно свідомої влади у Самарі з осені 2017 року почав проводитися український фестиваль «Самар-Дніпро-Фест».

### Історико-культурний центр «Стара Самар» й Музей артефактів
За рішенням міської влади від листопада 2017 року створюється історико-культурний центр «Стара Самар». Заплановано відновити В'їзну та Самарську брами, частину частоколу, частину будівель 16-го сторіччя, що були виявлені під час археологічних розкопок. Відновлення московської Богородицької фортеці наразі у повному об'ємі не заплановано.
Біля фортеці заплановано створити Музей артефактів Староїй Самари, який буде у «мазепинському стилі». У музеї будуть зібрані численні знахідки з Самарі.
До комплексу центру «Стара Самар» додадуть паркінг, торговельні заклади, охорону, туалет, прокат велосипедів, коней. На влаштованому пляжі планують прокат каяків та надувних плавальних засобів. За сумарними очікуваннями потік відвідувачів складе 150 тисяч на рік.
За три роки (2018—2020 роки) плануються інвестиції у 11,5 млн гривень.
Також буде відкрито у 2019 році пам'ятник гетьманові Іванові Мазепі на території Новобогородицької фортеці у Старій Самарі, з історією якої гетьман прямо пов'язаний. На це виділено 4 млн гривень.

## Будівлі
Відомі будівлі та означені археологічні об'єкти фортец:
- дерев'яно-земляна фортеця;
- «садиба полковника» — місце розташоване в центрі фортеці, де було знахідено ґудзика з російського мундиру 1700-1750-х років;
- «митниця» — ділянка, що найнасичена товарними пломбами, монетами, прикрасами та іншим; тут виявлено адміністративну печатку;
- перевіз через Самару;
- «Церква» — місце розташування Покровської церкви, яку було розібрано й перенесено 1798 року на протилежну сторону Самари в Одинківку;
- «будинок Мазепи» — гетьман Іван Мазепа виконував роботи зі спорудження фортеці, проте для виявлення об'єкту необхідно розкопати 20 тисяч квадратних метрів, що заросли деревами й чагарниками;[1]
- будинок священика Гамалії — будівля відома з історичних джерел;[3]
- залишки заїжджого двору або корчми, на якому знайдені фрагментів скляних келихів і пляшок, мейсенської порцеляни, гарно орнаментованих керамічних виробів, численні уламки круглого «місячного» віконного скла. Знайдена бронзова матриця європейської особистої печатки 18 сторіччя шляхетича з Франції, Італії, Данії, або Польщі; французькі рахункові жетони зі зображенням Людовика XIV (1643—1715), західноєвропейськими форменими ґудзиками, в тому числі французьких мушкетерів[3];
- місця розташування порохових льохів;[3]
- розшукуються місця ковалень, бо зустрічаються знахідки шлаків від плавки чорних і кольорових металів[3]:
- ймовірна верф (виявлено численні найрізноманітні цвяхи і скоби), за припущенням ряду істориків, що біля фортеці будувалася частина московського флоту Петра I для його Азовських походів[3]

## Археологічні знахідки
За дорадянський і радянський час неодноразово висловлювалися припущення, що до знищення Запорозького Війська Катериною II, дана територія являла собою малозаселену «незайманщину» — Дике поле. Археологічні дослідження довели зворотне — на підставі знахідок доведено, що нижнє Посамар'я, а особливо район від Самарі і до самого гирла річки, був важливим перехрестям караванних шляхів і значним торговим центром, — про що свідчать численні нумізматичні та інші знахідки.

Набір знахідок, їх кількість і надзвичайна різмаїтість, на думку археолога д.і.н. професора Ірина Ковальова 
, «демонструють значення козацької Самарі (в майбутньому — Богородицької фортеці) в торгових відносинах з Центральною та Західною Європою, з Росією, що пояснюється існуванням поруч перевозу через річку Самару, яка грала важливу роль в здійсненні традиційної торгівлі зі Слобожанщиною і більш східними територіями. Можна стверджувати, що саме цей фактор визначив виникнення першого укріпленого поселення, на зміну якому згодом прийшла Богородицька фортеця».

### Пошта
Надзвичайно цікаві знахідки 6 товарних і 1 російської поштової пломб. Найстаріша з них несе на собі повністю збереглася дату — 1524 рік. Друга за давністю виготовлена на початку 17 сторіччя і несе на собі герб міста Гданська, під яким вціліли дві останні цифри дати — 05. На зворотному боці — великими літерами в два рядки напис: BESTE SORTE. Не менш цікавий фрагмент зі скороченим варіантом назви голандського міста Гельдерн: GEL (саме в такому скороченні і палеографії він зустрічається на срібних і золотих монетах Голандської республіки 1600—1650 років). Решта пломби також датуються 16-17 сторіччями. Концентрація знахідок пломб на невеликій території — свідчить про значний торговий центр й заможність місцевого населення, бо придбати цілу штуку іноземного сукна або іншої тканини, про що свідчать знахідки пломб, мав можливість лише заможний покупець.

### Монети
Виявлено понад 300 монет. Найдавніші — 3 золотоординських пулів (1360—1380 років), Нумізматичний матеріал ясно вказує на виняткову роль і насиченість цього торгового пункту московськими, європейськими та азійськими мандрівниками і торговцями. З найраніших знайдено: 4 дротяні копійки 9-го московського царя Михайла І Романова (1613—1645), 28 європейських 1622—1640 років (польські номіналом 3 і 1,5 гроша, шведські соліди і драйпелькери), 17 монет — 1659—1694 років (польські та шведські соліди, монета в 6 пфенігів федеративної держави Бранденбург-Пруссія), московські монети представлені 22 екземплярами 1686—1722 років (копійки, полушки і фрагмент севського чеха). Знайдено також по одному примірнику срібних копійок 10-го московського царя Олексія Михайловича (1645—76) і 11-го московського царя Федір III Олексійович (1676—1682).

### Французькі аристократичні речі
Знайдена бронзова матриця європейської особистої печатки 18 сторіччя з годинниковим колесом і левом, що стоїть на праву сторону на задніх лапах. Така форма корони характерна для дворянських гербів Данії, Польщі, Італії та Франції. Присутність іноземців підтверджується французькими рахунковими жетонами зі зображенням Людовика XIV (1643—1715), західноєвропейськими форменими ґудзиками, в тому числі з гербовим щитом і хрестом на блакитному тлі, характерному для французьких мушкетерів.

### Печатки
Важливими є знахідки 8 матриць печаток.

#### Польська печатка iз зображенням Самарської фортеці 16 сторіччя
Одна з них — польський бронзовий перстень з восьмикутної вставкою з прозорого рожевого скла, на якій зображено план чотирикутної фортеці з двома кутовими вежами і польським гербовим орлом, що ширяє над ними; розімкнуті кінці дужки перстня заходять один за другий, що дозволяє довільно міняти його діаметр під розмір пальця.
Польський перстень належить до часу першої згадки в грамоті 1576 року польського короля і великого князя литовського Стефана Баторія (1576—1586) козацького містечка Самарь. Чотирикутна фортеця з двома кутовими вежами зображає давню козацьку фортецю Самарі 16 сторіччя, й зовсім не збігається з планом останнього укріплення Самарі — Самарського ретраншементу після перебудови 1730-х років.

#### Московська митна печатка з фрегатом (початок 18 сторіччя)
Адміністративна печатка, виявлена на ділянці «митниця», має овальну вставку з безбарвного скла з шліховкою краюїв, що зображає надто тонко і професійно вигравіруваний трищогловий фрегат з двома рядами гарматних портів. Є офіційним типом митної печатки доби московського царя Петра І з повною аналогією з печаткою Великої Московської митниці 1707 року, вказує на виконання адміністрацією Богородицька на початку XVIII сторіччя митних функцій.

#### Особисті печатки козацької старшини
Група особистих печаток козацької старшини погано визначається внаслідок маловивченості української козацької геральдики:
- печатка з прямокутним щитом пересіченим двома діагоналями (перев'язами) можна пов'язати з нащадками Климентія Лагоди з роду Василя Лагоди, сотника Хорольського і Миргородського полкового осавула (1691—1701).
- печатка з буквами ІВП, можна віднести до Самарського полковника Гната Пшеничного (1770-ті роки).
- печатка з палаючим серцем, ймовірно, належить нащадкам Юрія Спащенка — знатного військового товариша (до 1721 року). Найбільш близьким їй можна вважати герб роду Спащенко — Кіч, де під палаючим серцем зображено півмісяць.

### Натільні хрести московитів
Колекцію з 54 натільних хрестів з найранніми кінця 16 — початку 17 сторіччя. Найпредставницьким з них є зібрання з 24 хрестів середини — кінця 17 сторіччя, причому 7 з них виготовлені в північних — північно-західних, і 11 — в центральних районах Московського царства.
За спостереженням археолога Ігора Свєшнікова, носіння натільних хрестів або іконок не було характерним для українців 14 — 18 сторіч. Знайдено 4 натільних хреста, виготовлених на рубежі 17 і 18 сторіч в українському бароковому стилі, який отримав поширення в Росії лише в 18 сторіччі.

### Уламки зброї
Виявлено фрагменти вогнепальної і холодної зброї, металеві частини одягу, взуття та обмундирування.
Споруди фортеці неодноразово обстрілювали з ручної нарізної та гладкоствольної зброї, з гармат. Виявлені численні знахідки куль, осколків ядер, бомб і навіть кніпель — спеціальних ядер, скутих ланцюгами або стрижнем, що застосовувалися для знищення корабельного оснащення.

### Металообробка
Виявлені порохові льохи. Знахідки шлаків від плавки чорних і кольорових металів свідчать про ковальні. Зібрані на території фортеці і посаду численні найрізноманітні цвяхи і скоби свідчать про суднобудування.